# Heilbronn Hauptbahnhof
Heilbronn Hauptbahnhof (IPA: [haɪ̯lˌbʁɔn ˈhaʊ̯ptbaːnˌhoːf], Duitse uitspraakⓘ) is een spoorwegstation in de Duitse plaats Heilbronn. Het station behoort tot de Duitse stationscategorie 2.

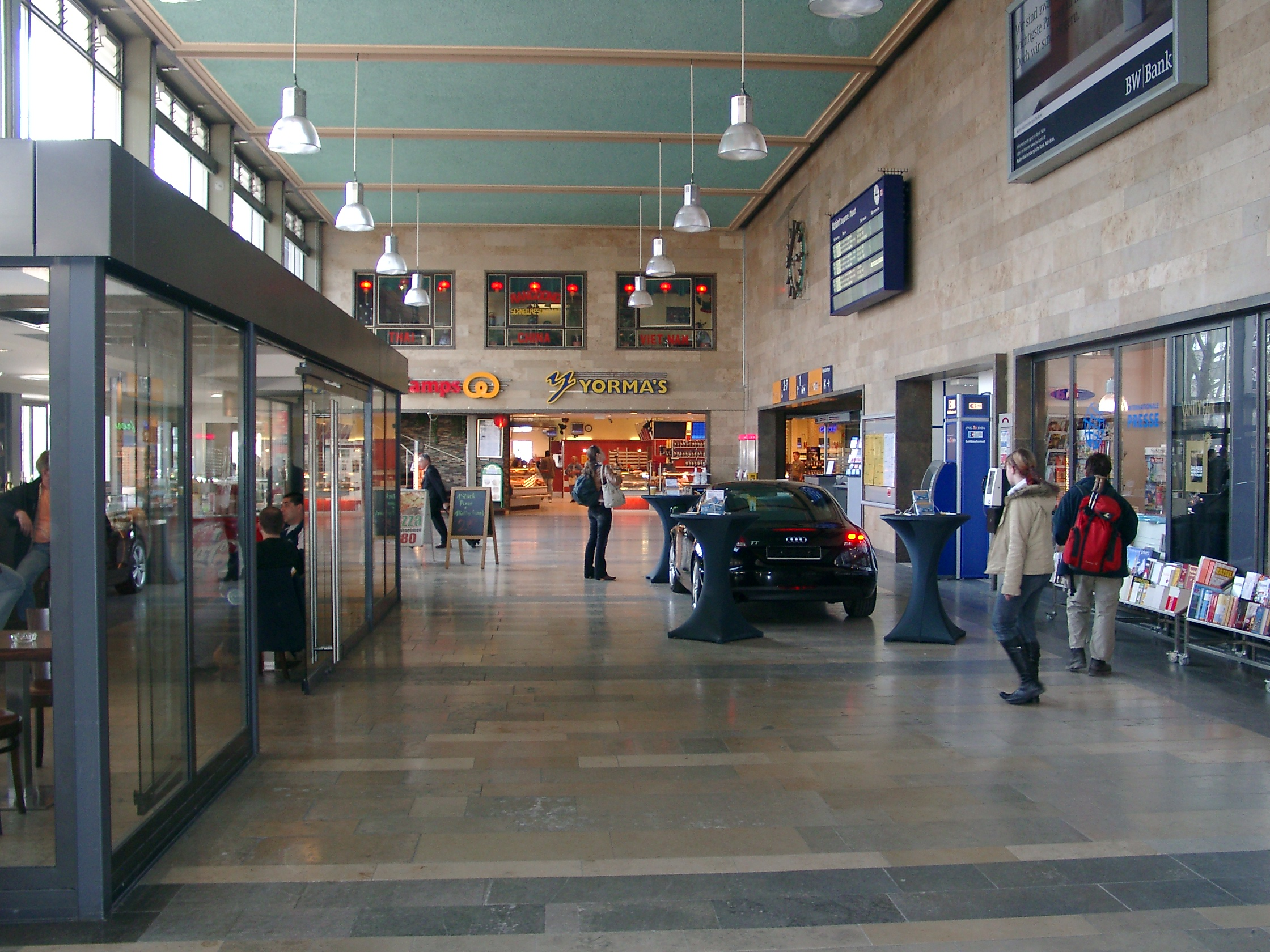
Hal